# Пъпкуване
Пъпкуване е процес на безполово вегетативно размножаване. Характерен е за различни организми като животни (хидрите), торбестите гъби, дрожди и растенията. При този процес новите индивиди нарастват като пъпки от тялото на майчиния организъм. При него няма обмяна на генетична информация и новият индивид е пълно и точно копие на майчиния.

## Вирусология
Във вирусологията пъпкуване се нарича форма на напускане на вирусните частици от инфектираната клетка през клетъчната мембрана. При процеса на пъпкуване клетката не се разрушава.

## Растения
В ботаниката под пъпкуване се разбира образуването на пъпка. Тя представлява силно скъсена клонка и в зависимост от това какво се развива от тях са: листни, цветни и смесени. Пъпките представляват меристемна тъкан обвита с покривни люспи.